# Ungargasse (Wien)
Die Ungargasse ist eine Straße im 3. Wiener Gemeindebezirk, Landstraße, die sich auf einer Länge von rund 1.150 Meter von der zum Wiener Stadtpark führenden Großen Ungarbrücke bis zum Rennweg erstreckt. Sie ist auch Namensgeberin des gleichnamigen, zehn Zählsprengel umfassenden Landstraßer Zählbezirks. Durch Ingeborg Bachmann gelangte die Gasse in die belletristische Literatur (siehe Kulturelle Rezeption).

## Geschichte
Die heutige Ungargasse verband in der Römerzeit das Militärlager Vindobona mit der Zivilstadt, deren Hauptachse nach Czeike etwa am heutigen Rennweg anzunehmen ist. Bereits im Jahre 1444 wurde sie unter ihrem damaligen Namen Hungargasse erwähnt. (Die Schreibung Hungarn für Ungarn war bis ins 19. Jh. in Gebrauch.) Namensgebend war der Umstand, dass sich entlang der Straße Gaststätten und Herbergen befanden, die vor allem von aus Ungarn anreisenden Kaufleuten und Viehhändlern, die Wien über Simmering und den Rennweg erreichten und in die Ungargasse einbogen, frequentiert wurden.

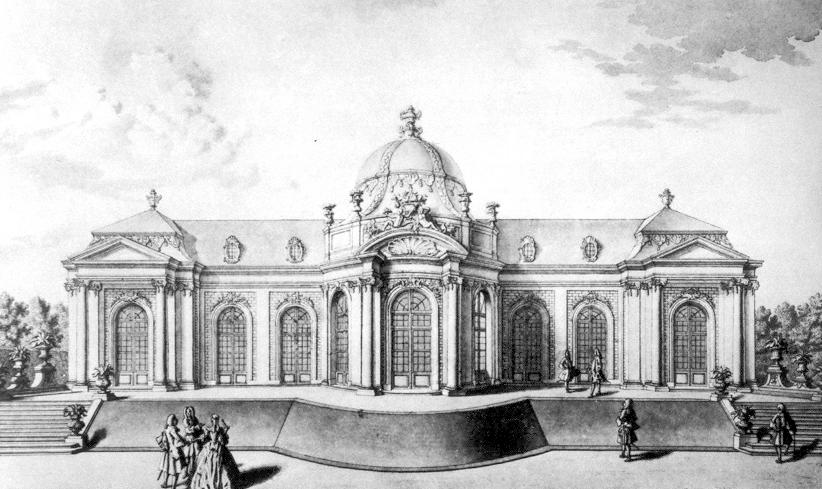
Das nicht mehr bestehende Palais Althan in den 1730er Jahren (Nr. 63–67)
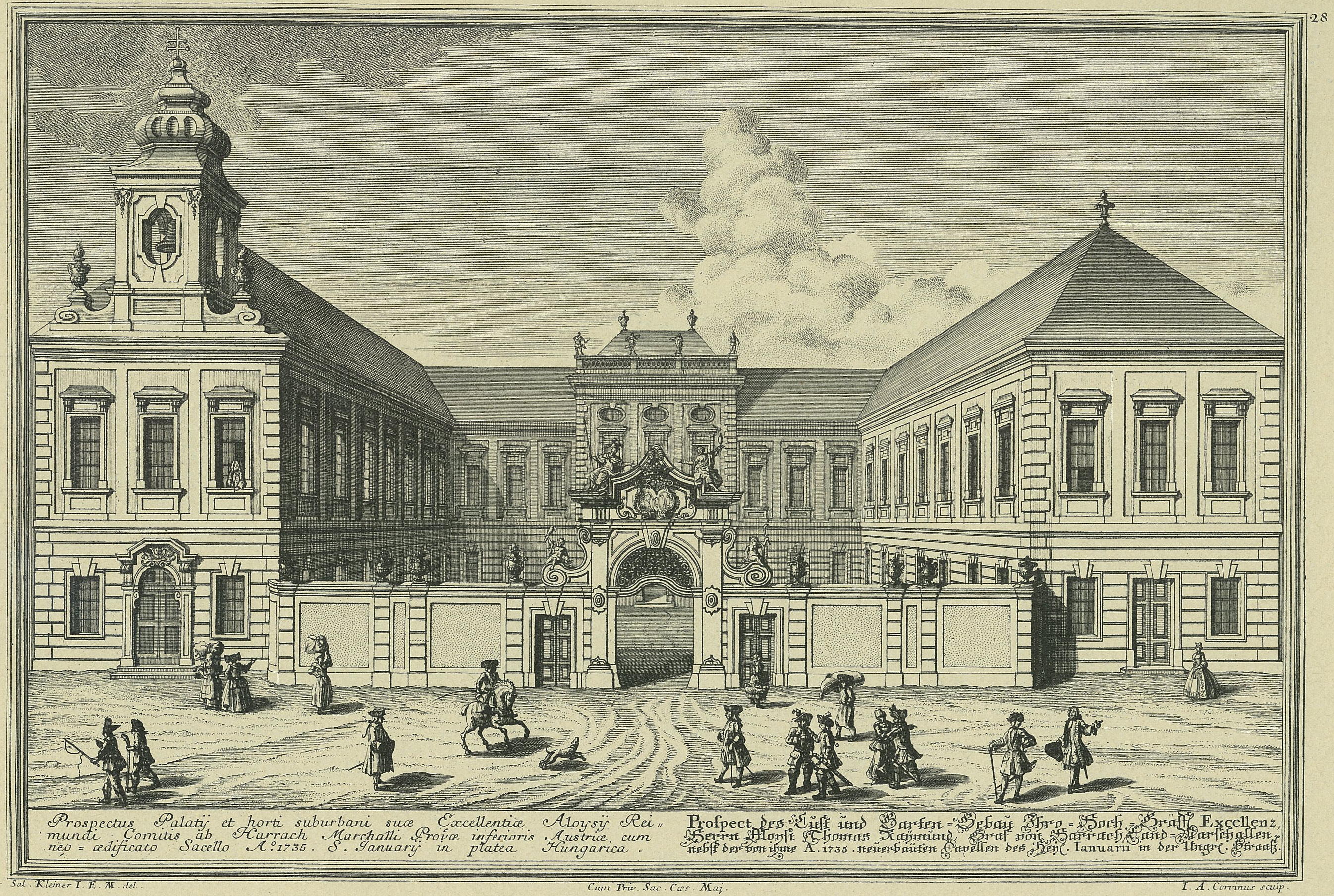
Das nicht mehr bestehende Palais Harrach um 1750 (Nr. 67a–69)

## Verkehr
Die Ungargasse ist eine relativ schmale Verkehrsader, in der neben beidseitig geparkten Fahrzeugen nur eine Fahrspur pro Fahrtrichtung zur Verfügung steht; diese wird von der Straßenbahn mitbenützt. Rund zehn Seitengassen münden in die Ungargasse oder kreuzen sie; die wichtigste ist die Neulinggasse (Bus 4A).

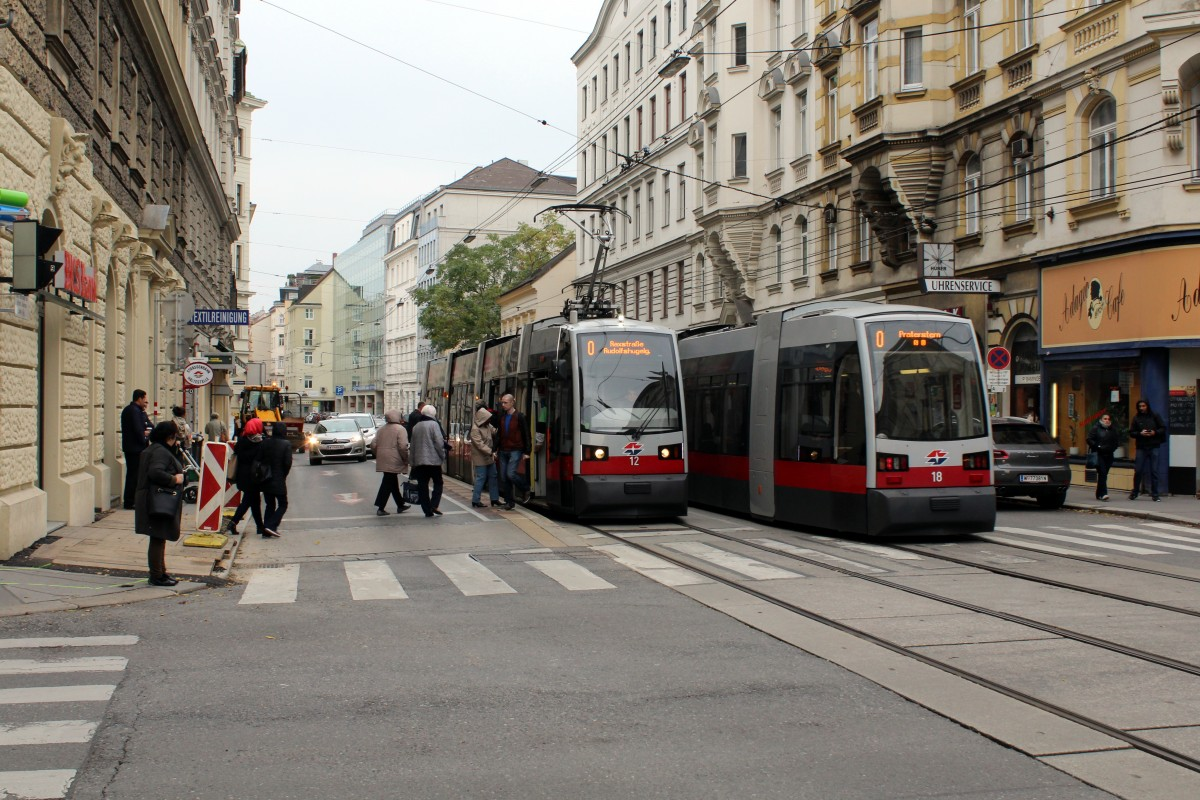
Straßenbahnen der Linie O in der Ungargasse, 2015

Durch die Ungargasse verkehrte, von der Invalidenstraße kommend, seit Ende 1890 eine Pferdetramway, deren Strecke 1891 durch die südwärts anschließende Fasangasse zum Südbahnhof verlängert wurde. Ende 1899 wurde die Strecke auf elektrischen Betrieb umgestellt und kurz darauf kommunalisiert. Seit 1907 das heutige Linienschema eingeführt wurde, fahren hier Garnituren der Linie O (heutige Strecke: Praterstern–Raxstraße / Neilreichgasse). 1907–1941 fuhren außerdem Züge der Linie 4 (Südbahnhof–Hauptallee) durch den südlichen Teil der Ungargasse; sie bogen ostwärts in die Rochusgasse ab bzw. kam von Osten aus der Sechskrügelgasse. In der Ungargasse befinden sich drei Haltestellen: bei der Sechskrügelgasse, bei der Neulinggasse und unmittelbar vor dem Ende der Ungargasse an der Kreuzung mit dem Rennweg.
An Schnellverkehrsmittel ist die Ungargasse an beiden Enden angebunden. Unweit des nördlichen Gassenendes befindet sich der Bahnhof Wien Mitte / Landstraße (U3, U4, S-Bahn), beim südlichen Gassenende die Station Wien Rennweg der S-Bahn Wien.

## Bauwerke

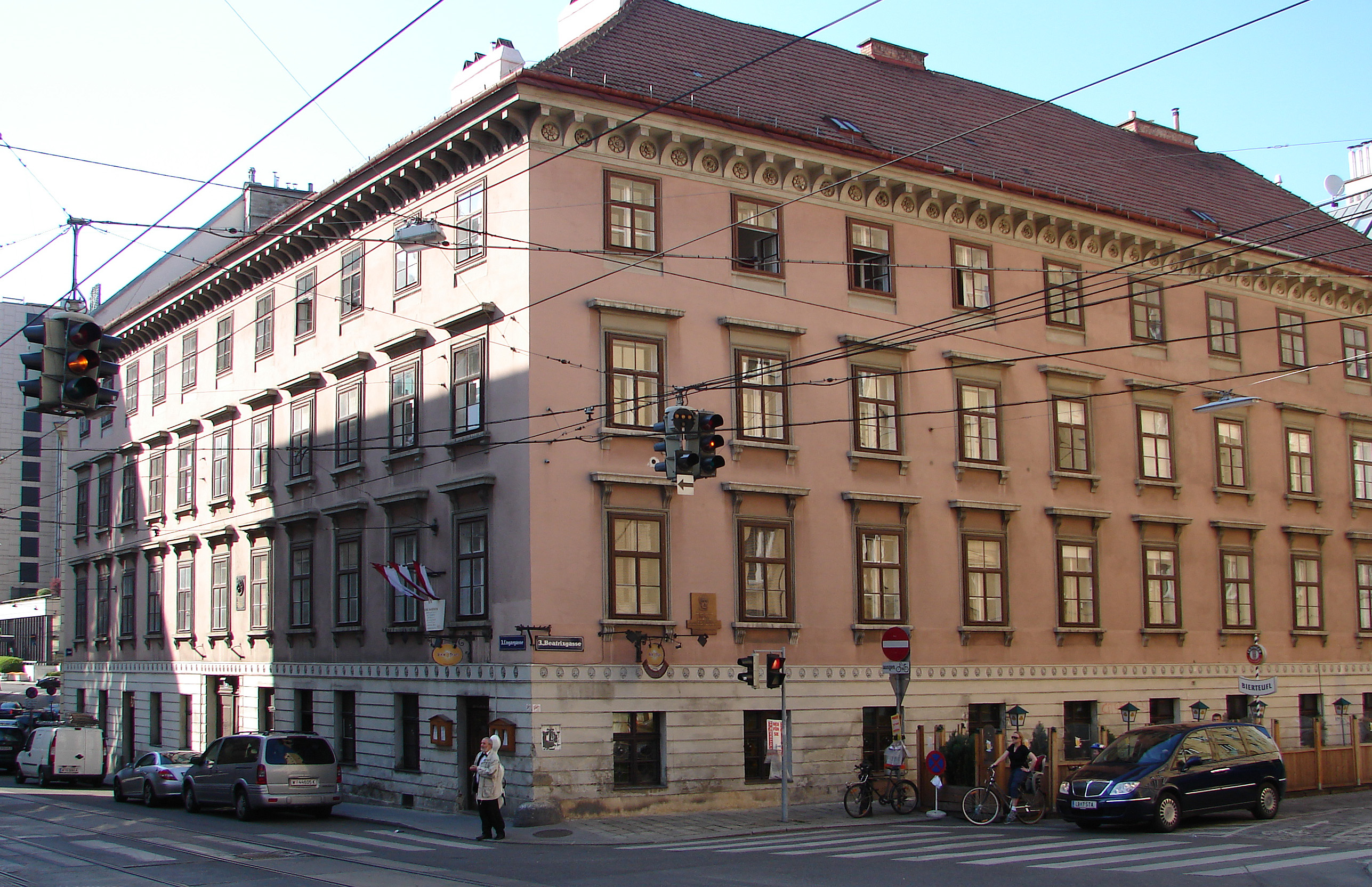
Nr. 5 (links) / Beatrixgasse 8 (rechts), erbaut 1801

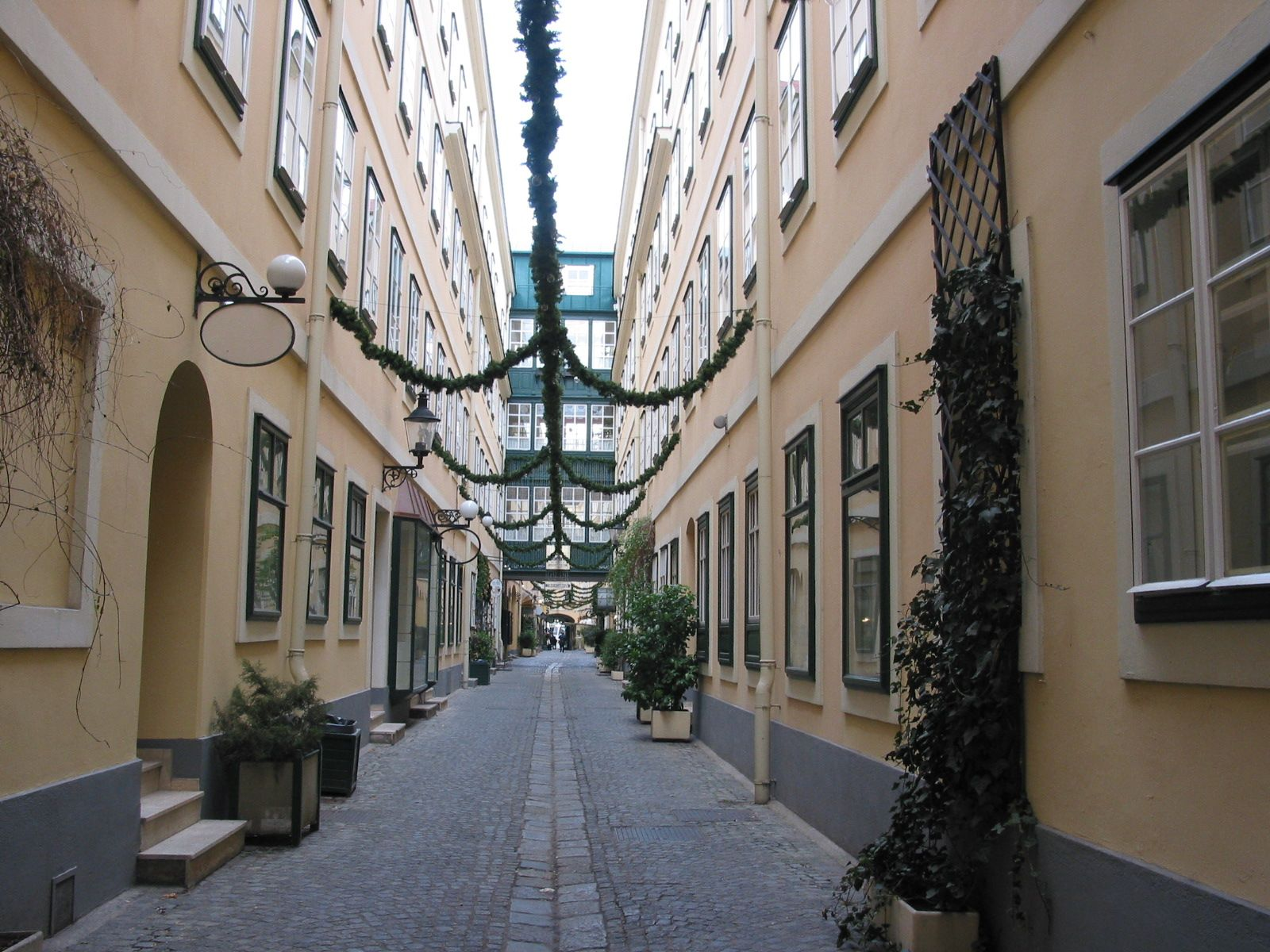
Nr. 13: Sünnhof, ein „Durchhaus“ zur Landstraßer Hauptstraße

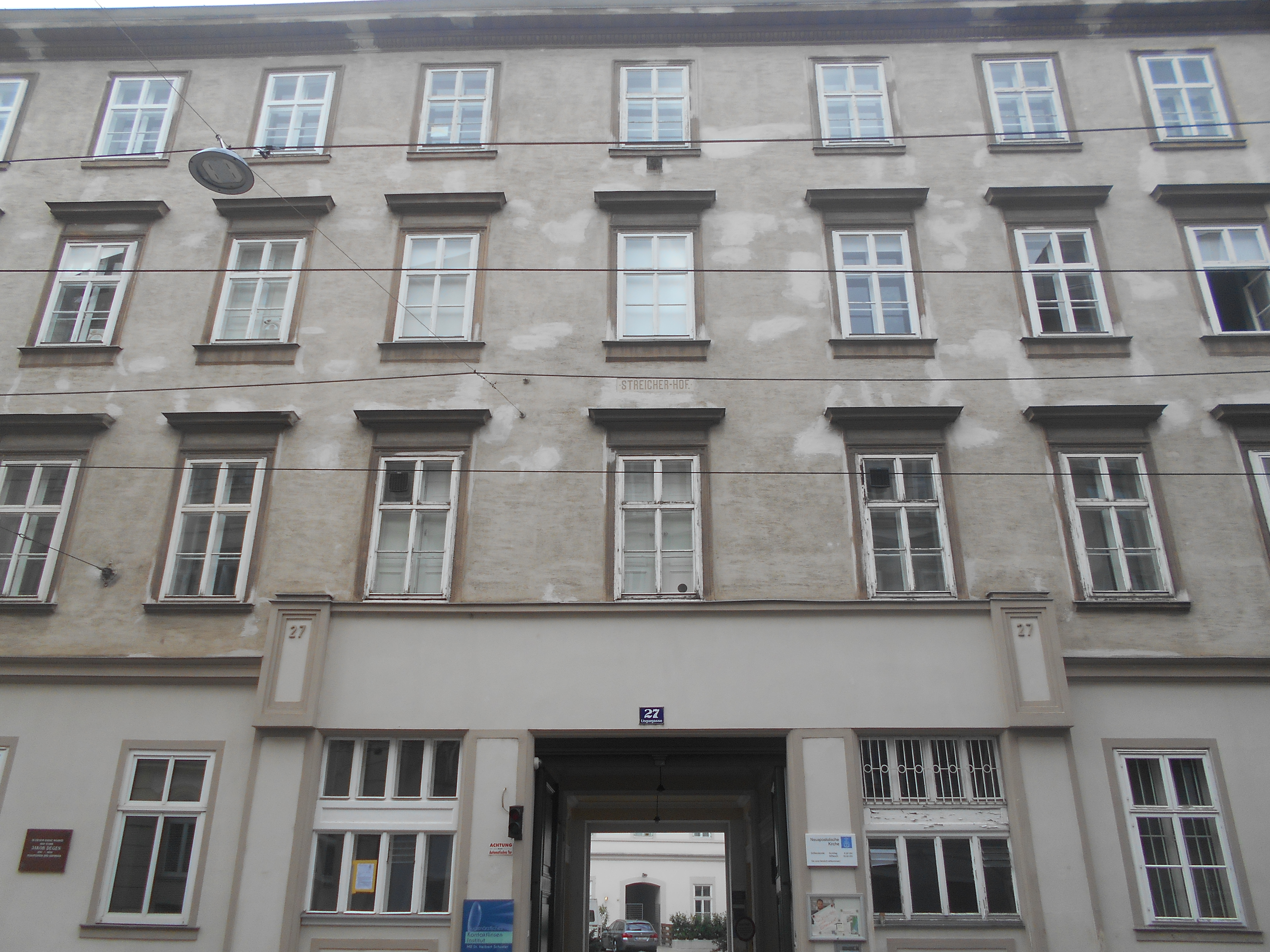
Nr. 27

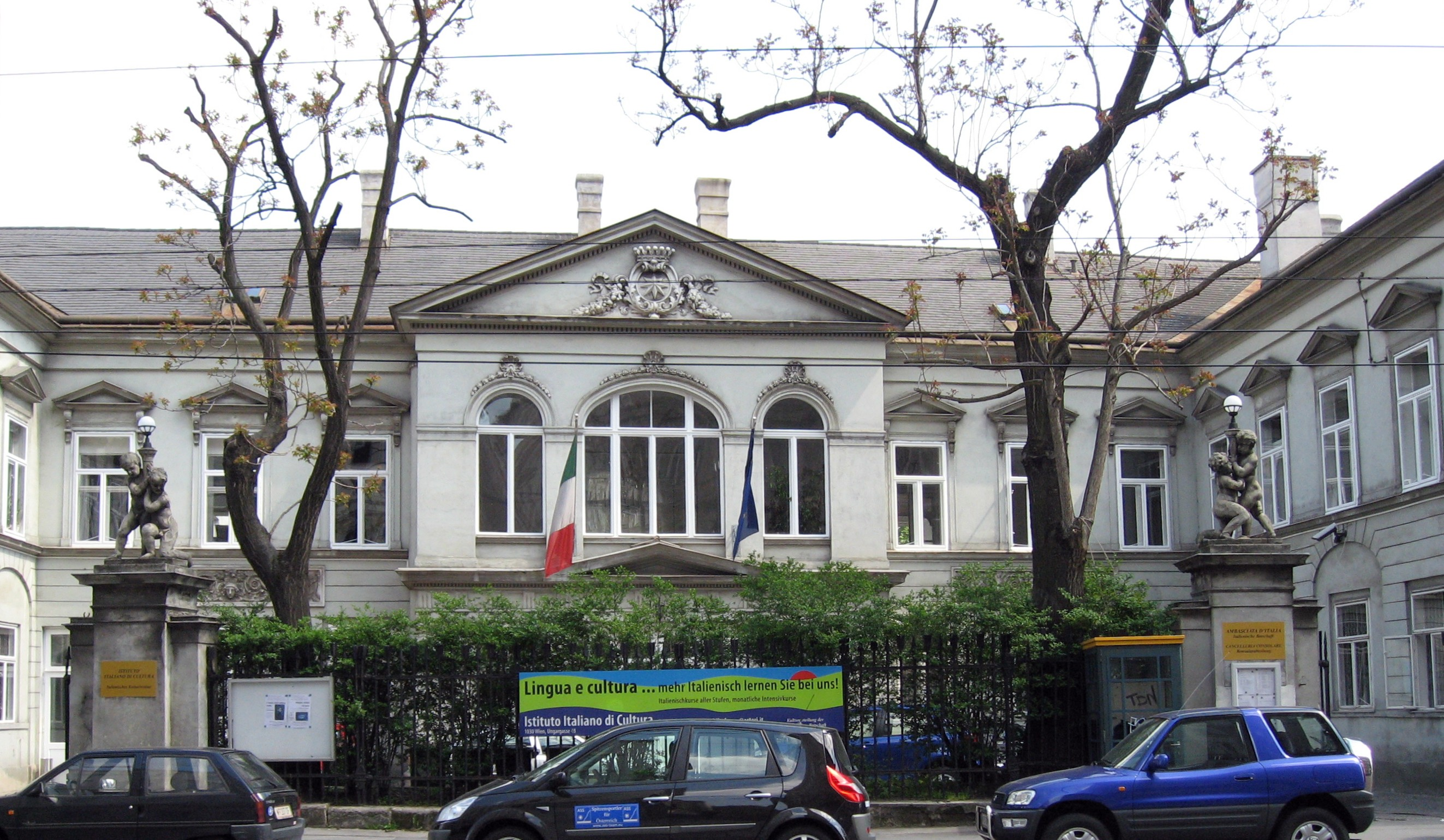
Nr. 43: Palais Sternberg, Italienisches Kulturinstitut

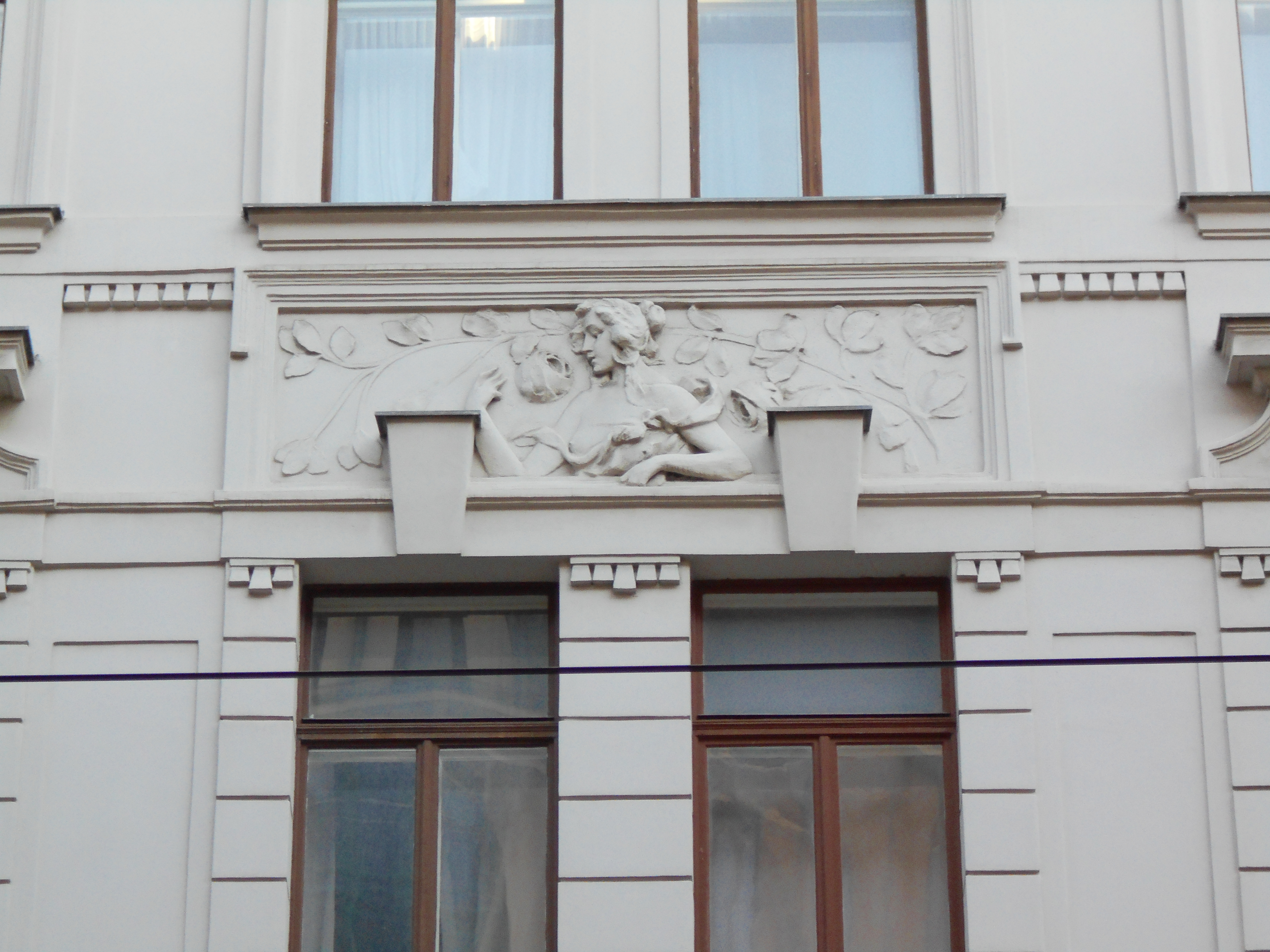
Relief am Haus Nr. 53

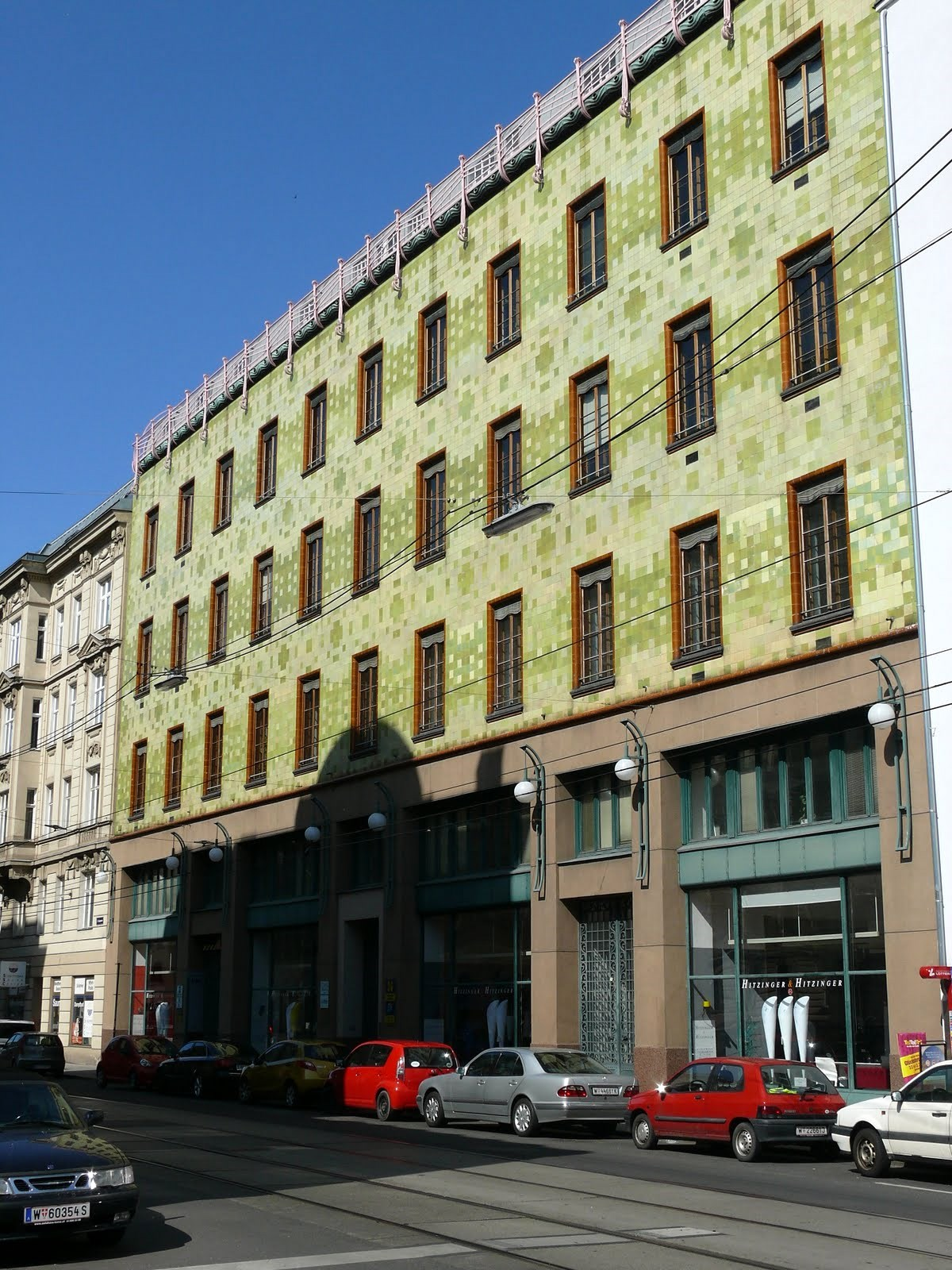
Haus Portois & Fix auf Nr. 59–61

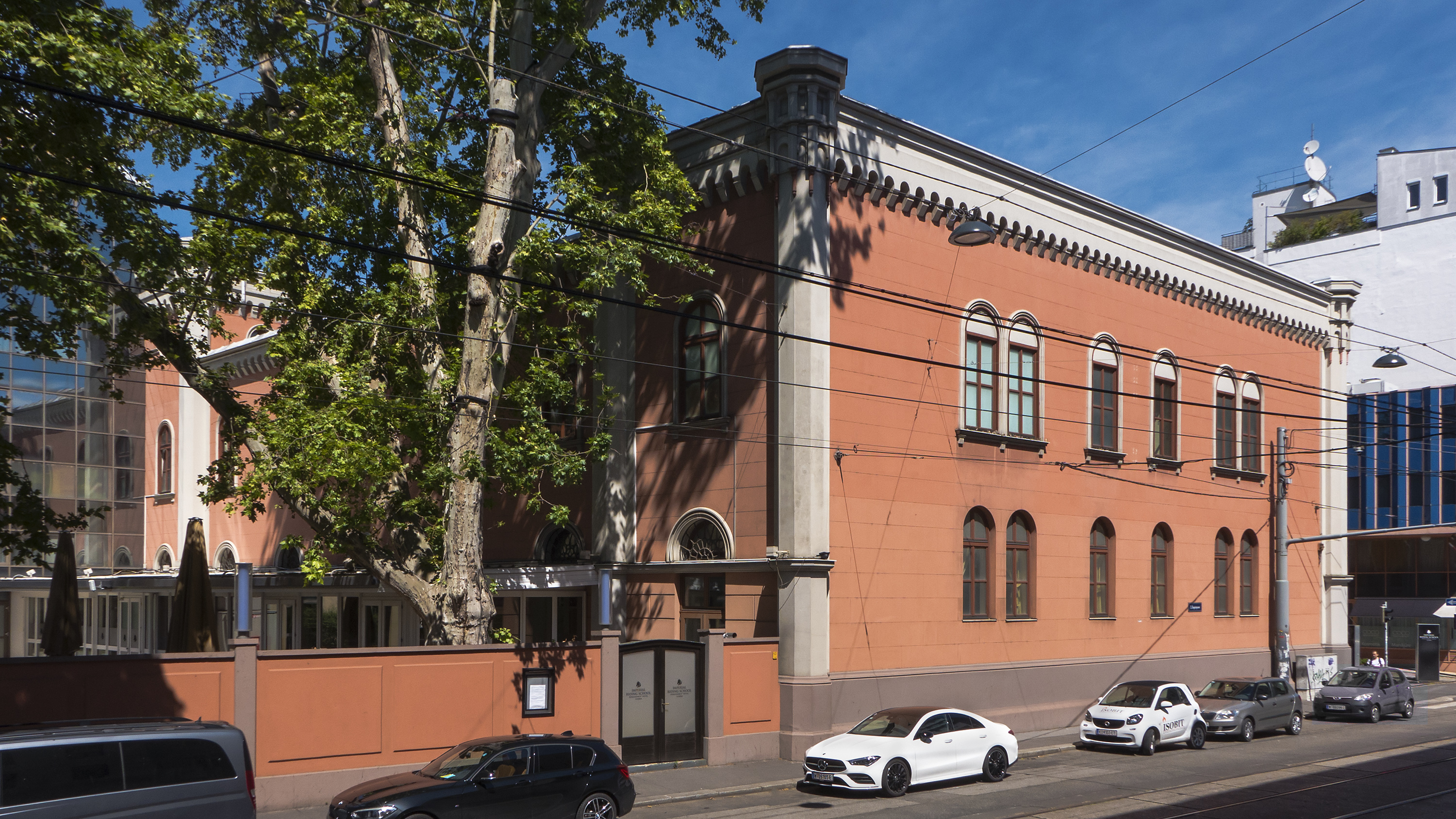
Nr. 60–62: Erhaltener Trakt des ehem. Militär-Reitlehrer-Instituts, Teil eines Hotels

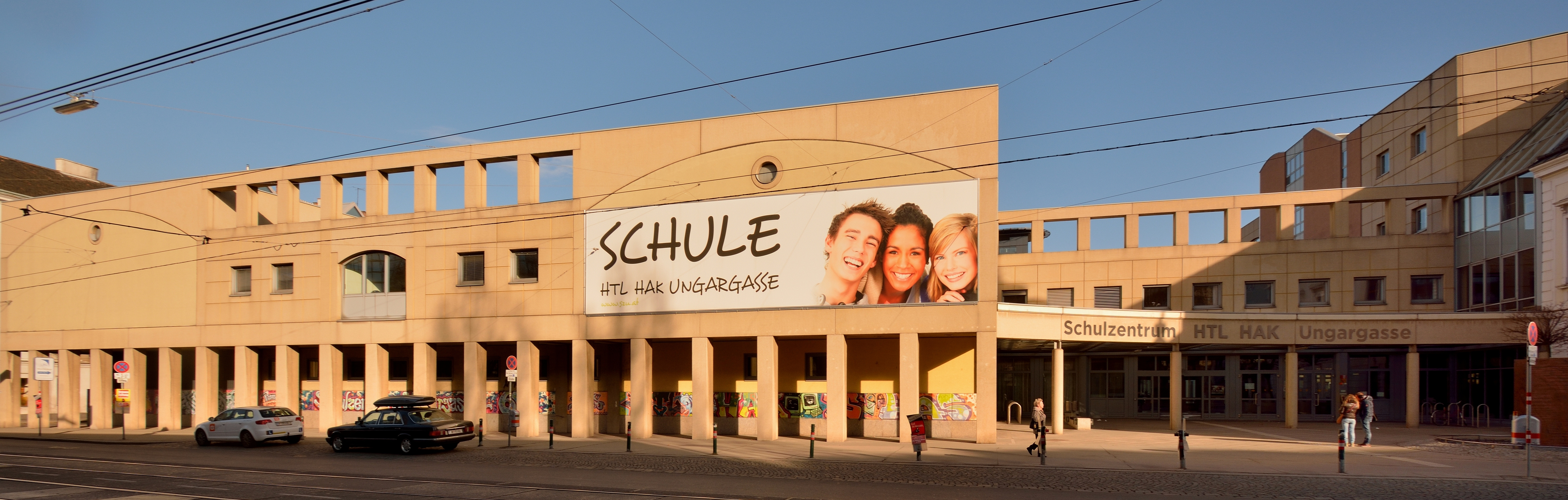
Nr. 69: Das Schulzentrum Ungargasse anstelle des Palais Harrach (2014)

Die ungeraden Hausnummern befinden sich an der östlichen, vom Stadtzentrum ausgehend linken Straßenseite, die geraden an der westlichen, rechten Straßenseite. Zum Theater, das sich an der Ungargasse befunden hat, liegen keine genauen Orts- und Zeitangaben vor.
Die Mehrzahl der Gebäude ist Teil der von der Stadt Wien definierten baulichen Schutzzone Landstraße.

### Nr. 2: „Zur Goldenen Spinne“
Das repräsentative Eckhaus zur Linken Bahngasse stammt aus dem Jahr 1909 von Hans Dworak und Michael Kühmayer. Der Name stammt von einem älteren Gasthaus, das eigentlich Zur Goldspinnerin hieß.

### Nr. 5: Beethoven
In dem 1801 errichteten Haus vollendete Ludwig van Beethoven 1824 seine 9. Symphonie. Der slowakische Dichter Ján Kollár wohnte hier von 1849 bis zu seinem Tod 1852.

### Nr. 7
Das Gebäude von Hermann Stiegholzer stammt aus dem Jahr 1935. Ein markanter Punkt sind die beiden Atelierfenster im obersten Geschoß.

### Nr. 8: Eichendorff
Der Schriftsteller Joseph von Eichendorff wohnte hier.

### Nr. 9
Hier wohnten einst die Architekten Carl Wilhelm von Doderer und Camillo Sitte sowie die Schauspieler Hermann Thimig, Hans Thimig und Vilma Degischer. 

### Nr. 12
Das Haus wurde 1897 von Anton Schwarz errichtet. Hier richtete der polnische Erfinder Jan Szczepanik, der „polnische Edison“, 1898 sein Zuhause und seine Werkstatt ein.

### Nr. 13: Sünnhof
Der Sünnhof ist ein Biedermeier-Durchhaus, das die Ungargasse mit Landstraßer Hauptstraße 28 verbindet. Aus einem aus dem 18. Jahrhundert stammenden Baukern entstand 1837 im Auftrag von Rudolf (Magistratsbediensteter; † 1854) und Joseph Carl Sünn (Rechtsanwalt; † 1864) diese Passage, die Architekten waren Joseph Dallberg der Jüngere (1799–1876) und Peter Gerl (1795–1884). 1845 wurde das Durchhaus ausgebaut. Seit der Restaurierung des Gebäudeensembles 1983 befindet sich hier unter anderem ein Hotel.

### Nr. 14: Universität für Musik und darstellende Kunst
Das Gebäude gehört zur Universität für Musik und darstellende Kunst Wien. Über das Haus ist auch der Hauptcampus am Anton-von-Webern-Platz, der sich hinter dem Gebäude erstreckt, erreichbar.

### Nr. 25: Ehem. Polizeibezirksdirektion
Bis 1884 war hier die k. k. Polizey Bezirks Direktion (Schreibung um 1830) zu finden. 

### Nr. 27: Neuer Streicherhof
Johann Baptist Streicher, dem 1833 als Erbe der Alte Streicherhof Ungargasse 46 zugefallen war, ließ 1837 anstelle des Hauses Zum goldenen Karpfen den großzügig konzipierten Neuen Streicherhof mit einem Konzertsaal im 1. Stock des rechten Hoftrakts errichten. Von 1900 an spielte der Saal im Konzertleben allerdings keine Rolle mehr. Seit 1935 ist er Kirchenlokal der Neuapostolischen Kirche. Eine Gedenktafel erinnert an den Erfinder und Flugpionier Jakob Degen, der hier wohnte und starb. Seit der um 2010 erfolgten Anlage des Friedrich-Gulda-Parks und der ungefähr gleichzeitig fertiggestellten Bebauung an seiner Südwestseite gibt es eine Passage durch den Hof dieses Hauses zum Park, was es zum Durchhaus macht.

### Nr. 39
Das Haus wurde 1914 von Alexander Neumann erbaut.  Emilie Flöge wohnte hier. Gegen Ende des Zweiten Weltkrieges verbrannte hier nicht nur ihre Trachtensammlung, sondern auch Wertvolles aus dem Nachlass Gustav Klimts. Weiters erinnert eine Gedenktafel an Petar Preradović. Im Innenhof befindet sich ein denkmalgeschützter Pavillon mit Mansarddach aus der Zeit um 1800, der von der Passage des Nebenhauses (Nr. 37) zur Charasgasse teilweise gesehen werden kann.

### Nr. 43: Palais Sternberg
Das 1821 erbaute Palais Sternberg, von der Straße etwas zurückgesetzt, ist das einzige in der Ungargasse noch erhaltene Palais; es beherbergt heute das Italienische Kulturinstitut.

### Nr. 46: Ehem. Alter Streicherhof
Die Klavierfabrikanten Andreas Streicher (1761–1833) und Nannette Streicher (1769–1833) erwarben vor 1802 das 1788 von Paul Piker erbaute Gebäude als Betriebsstätte und erweiterten es bis 1812 um eine Werkstatt und einen Konzertsaal für Kammermusik, der sich über Jahrzehnte großer Beliebtheit erfreute. Er verlor an Bedeutung, als auch im 1837 errichteten Neuen Streicherhof, Ungargasse 27, ein Konzertsaal eingerichtet worden war. Der im Zweiten Weltkrieg beschädigte Alte Streicherhof wurde 1959 abgerissen und durch ein modernes Bürohaus ersetzt.

### Nr. 51–59: Ehem. Fuhrwesenkaserne
Bis etwa 1900 stand hier die Fuhrwesenkaserne.

### Nr. 53
Das Haus wurde 1906 von Rudolf Kmunke erbaut. Es hat eine barockisierend-secessionistische Fassade, die mit Frauenmasken akzentuiert ist. In der Mitte des ersten Obergeschoßes befindet sich ein Stuckrelief einer Frauenbüste mit Mohnkapseln. So wie die Nachbarhäuser Nr. 51 (Neulinggasse 15, Kmunke 1905) und Nr. 55 (Dapontegasse 12, Kmunke 1906) und auch das Haus Nr. 57 (Dapontegasse 13, Anton Hein, 1906) gehört das Haus zum Ensemble des Dannebergplatz-Viertels.

### Nr. 58
Das opulente neobarocke Gebäude von Ferdinand Seif aus dem Jahr 1893 hat ein prunkvolles Entrée, allerdings (wie Achleitner gegenüberstellt) einen ganz normalen Zinshausgrundriss.

### Nr. 59–61: Portois & Fix
Das in Architekturführern erwähnte Haus Portois & Fix wurde 1899–1901 nach Entwürfen von Max Fabiani als Wohn- und Geschäftshaus errichtet und diente ursprünglich dem Unternehmen Portois & Fix als Sitz. Prominenter Bewohner dieses Hauses war der Kabarettist Karl Farkas.

### Nr. 60–62: Ehem. Reitschule und Stallungen
Hier befanden sich Reitschule und Stallungen des auf Nr. 69 bestehenden Militär-Reitlehrer-Instituts. Später war hier ein Kino untergebracht. Ein historischer Eingangstrakt ist erhalten und seit 1990 Teil eines Hotels.

### Nr. 63–67: Ehem. Palais Althan
Hier befand sich das 1732 erbaute Palais Althan, das mit Magistratsgenehmigung von 1840 abgerissen wurde, um Platz für neu zu errichtende Wohnhäuser zu schaffen; nach dem letzten Eigentümer, Michael von Barich, ist die hier von der Ungargasse auf ehemaligem Palaisgrund abzweigende Barichgasse benannt.

### Nr. 67a–69: Ehem. Palais Harrach

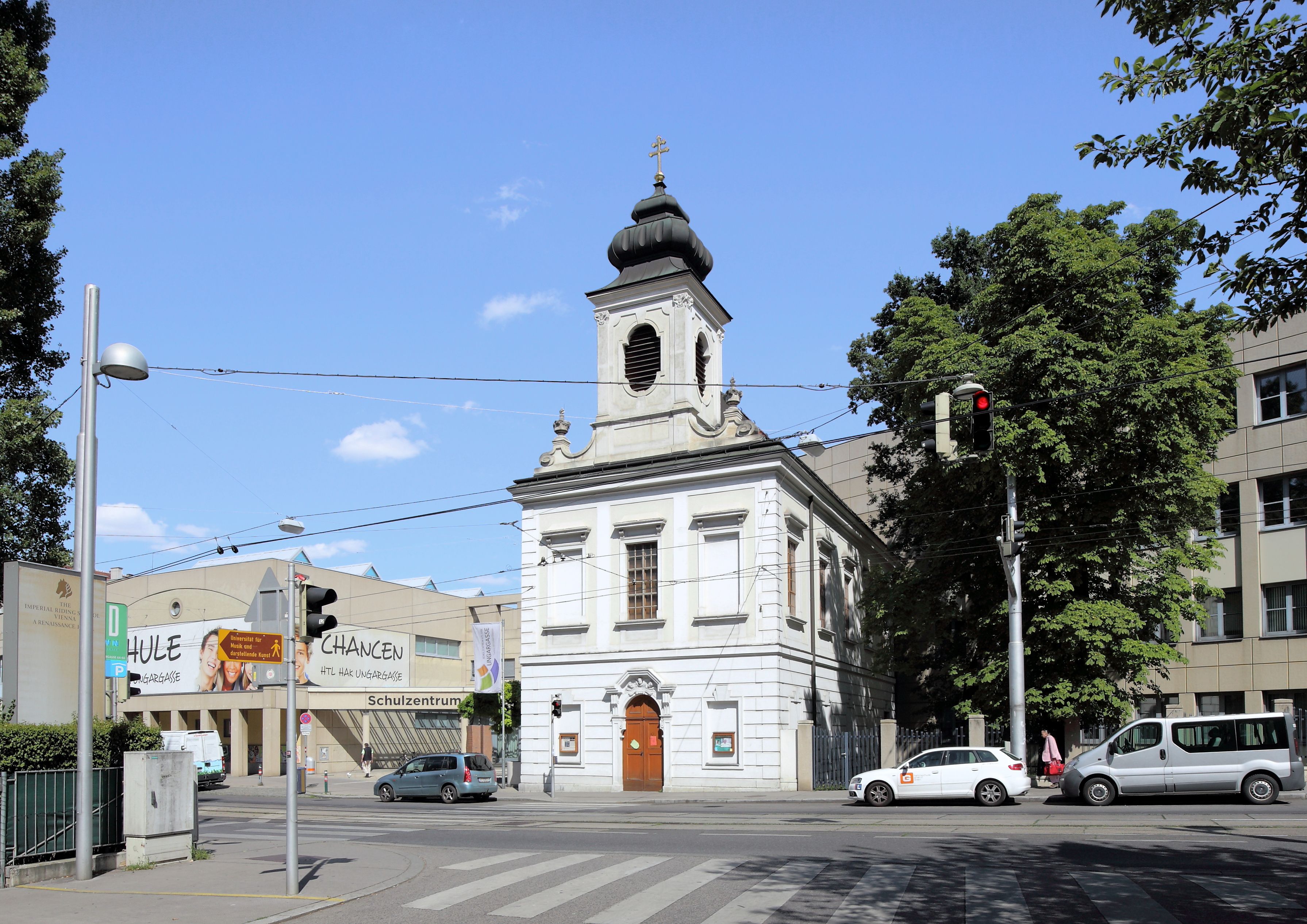
Die Januariuskapelle; ehemalige Hauskapelle des Palais Harrach

In dem 1727–1735 errichteten Palais Harrach befand sich von 1850 bis 1918 das Militär-Reitlehrer-Institut. An Stelle dieses 1945 von Bomben zerstörten Bauwerks befindet sich heute das Schulzentrum Ungargasse. Vom Palais Harrach ist heute lediglich die Januariuskapelle erhalten.

## Kulturelle Rezeption
Ingeborg Bachmann wohnte während ihres Wien-Aufenthalts von 1946 bis 1953 zwar an der die Ungargasse kreuzenden Beatrixgasse und an der Gottfried-Keller-Gasse beim Modenapark, sie setzte aber der Ungargasse in ihrem 1966 / 1967 geschriebenen und 1971 veröffentlichten Roman Malina, in dem die Hauptfiguren an der Ungargasse wohnen, mit der Beschreibung der Straße und der Gegend, die im Buch Ungargassenland genannt wird, ein Denkmal.

## Galerie

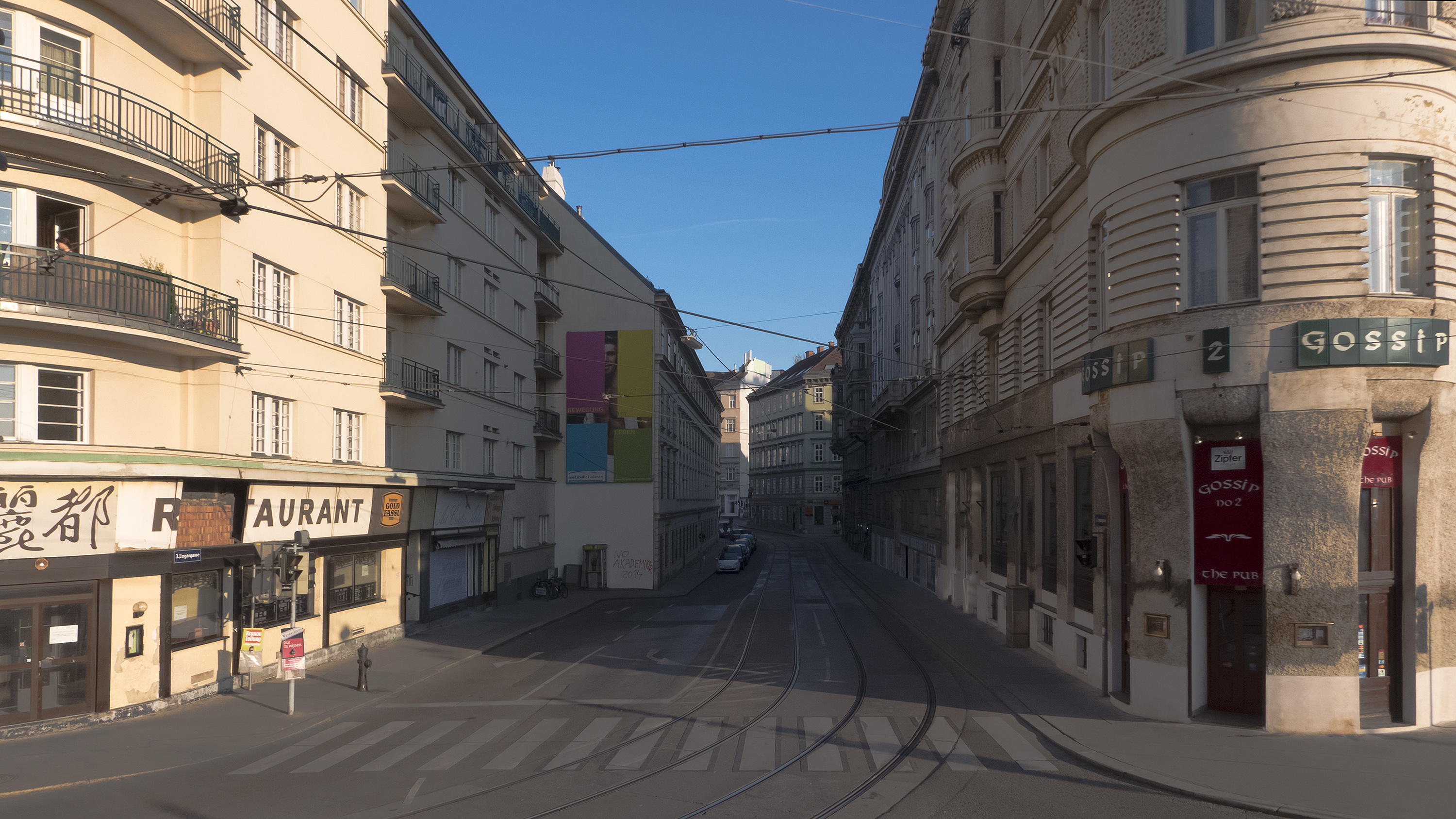
Der Beginn der Gasse bei der Invalidenstraße
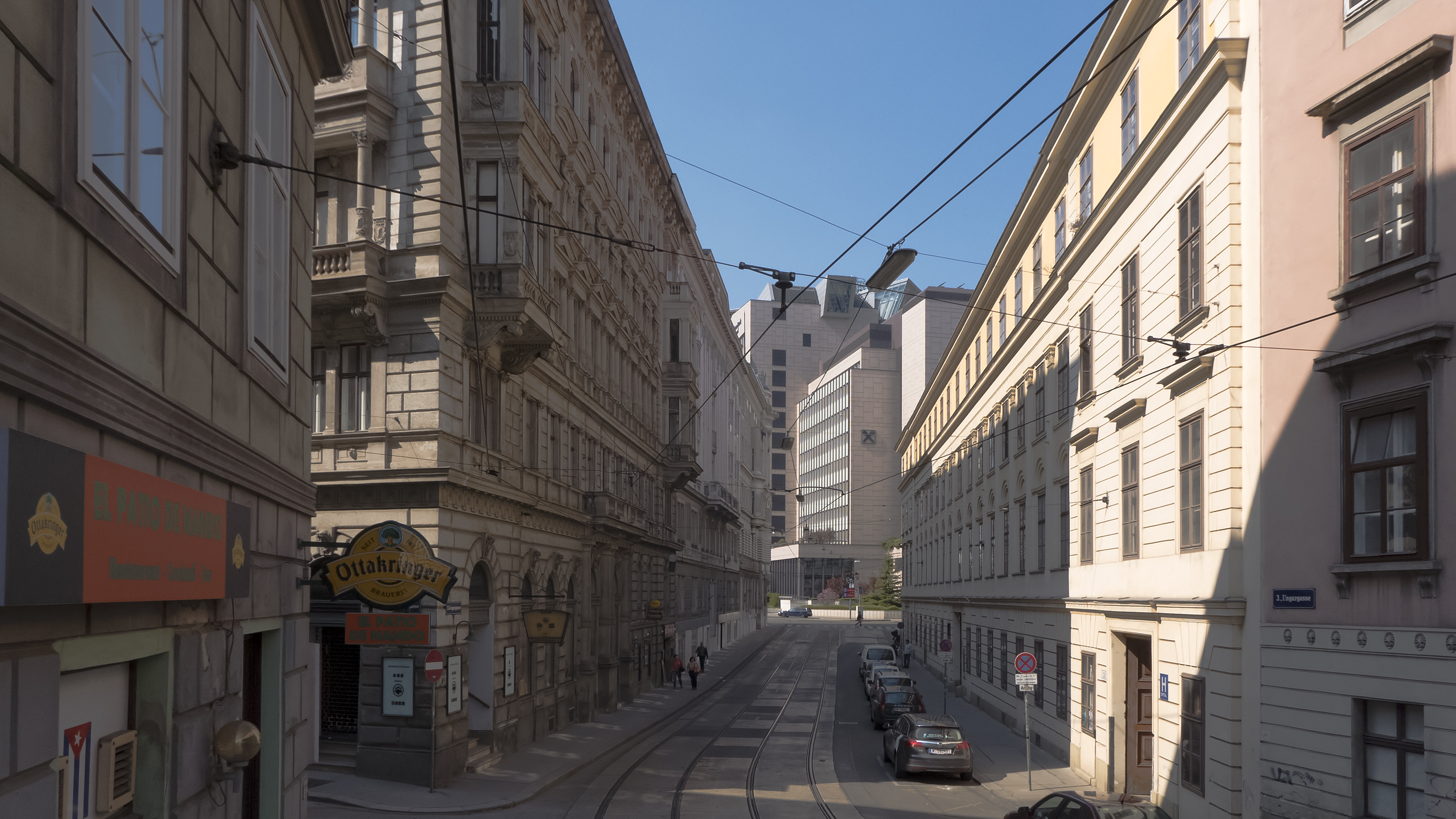
Bei der Beatrixgasse, Richtung Nordwesten
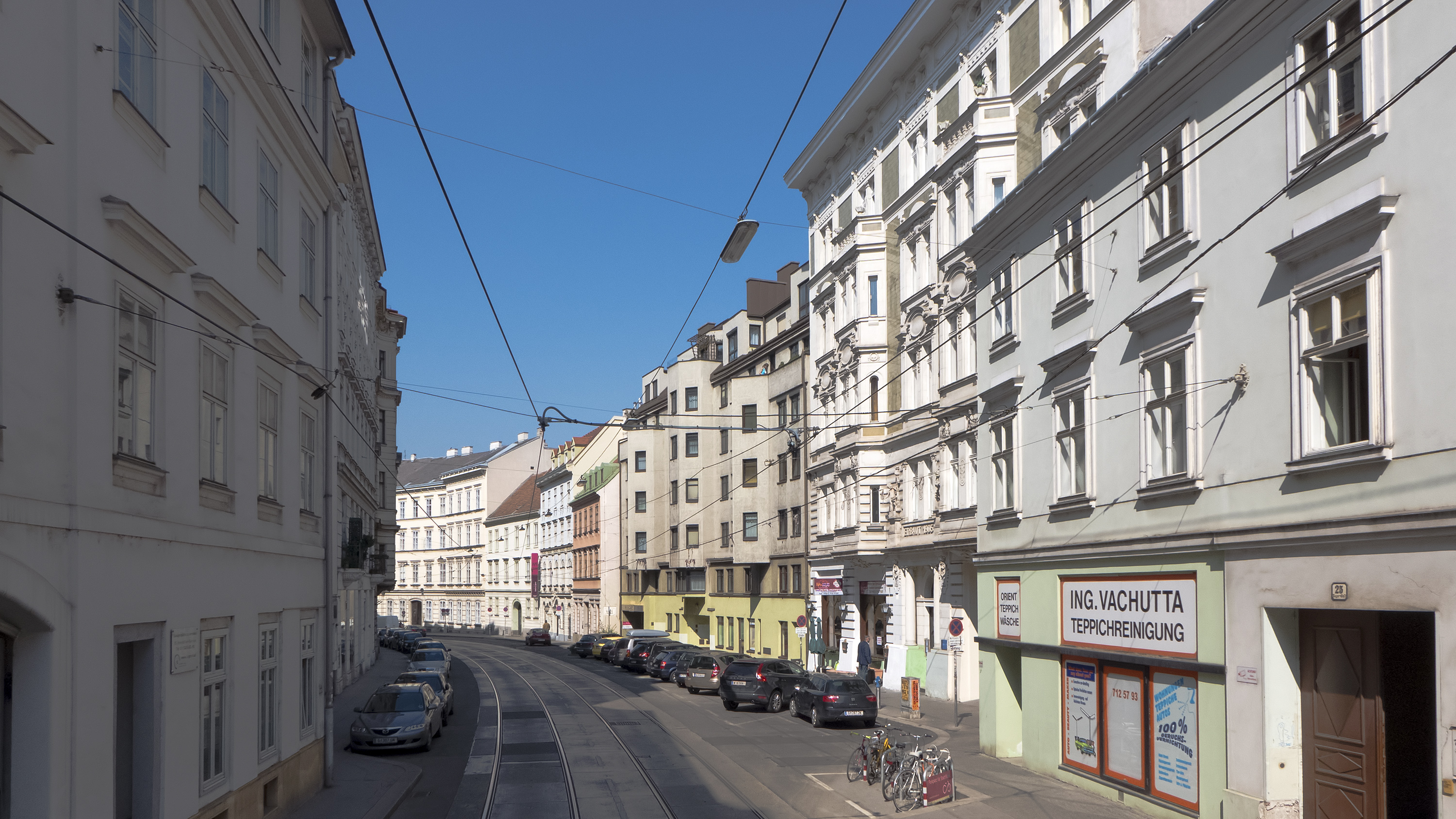
Bei Nr. 22, Richtung Norden
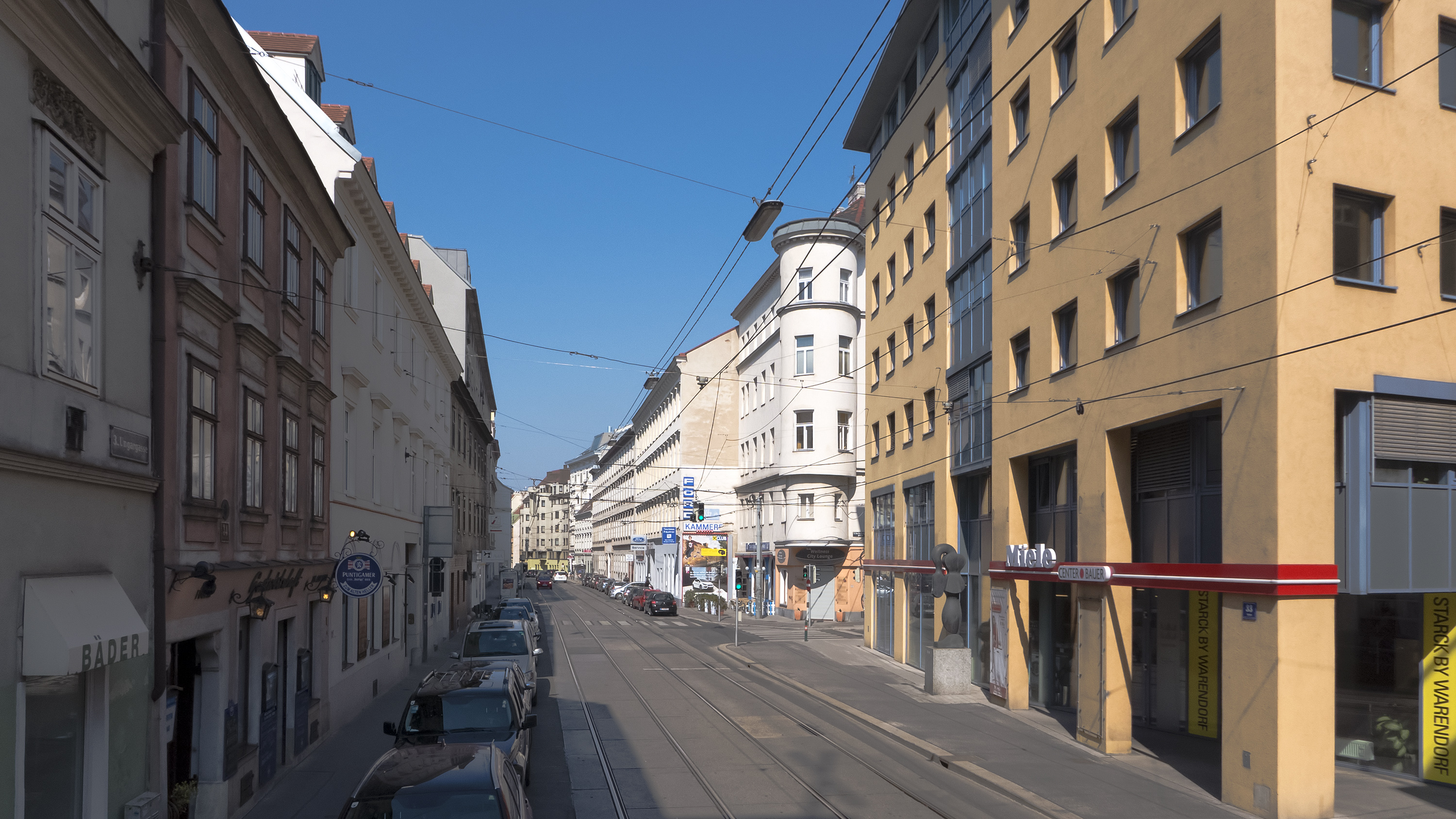
Bei Nr. 36
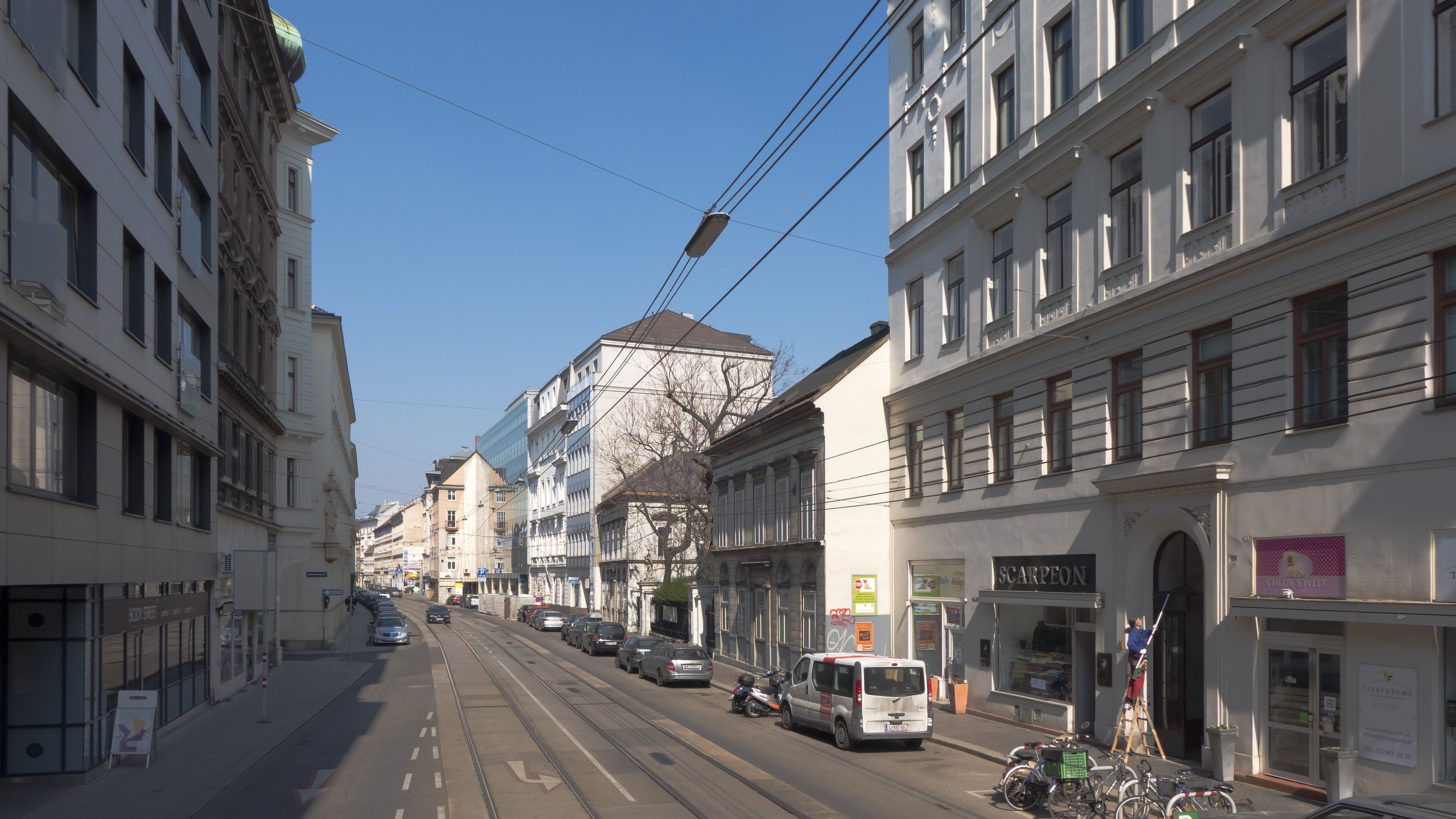
Bei Nr. 48
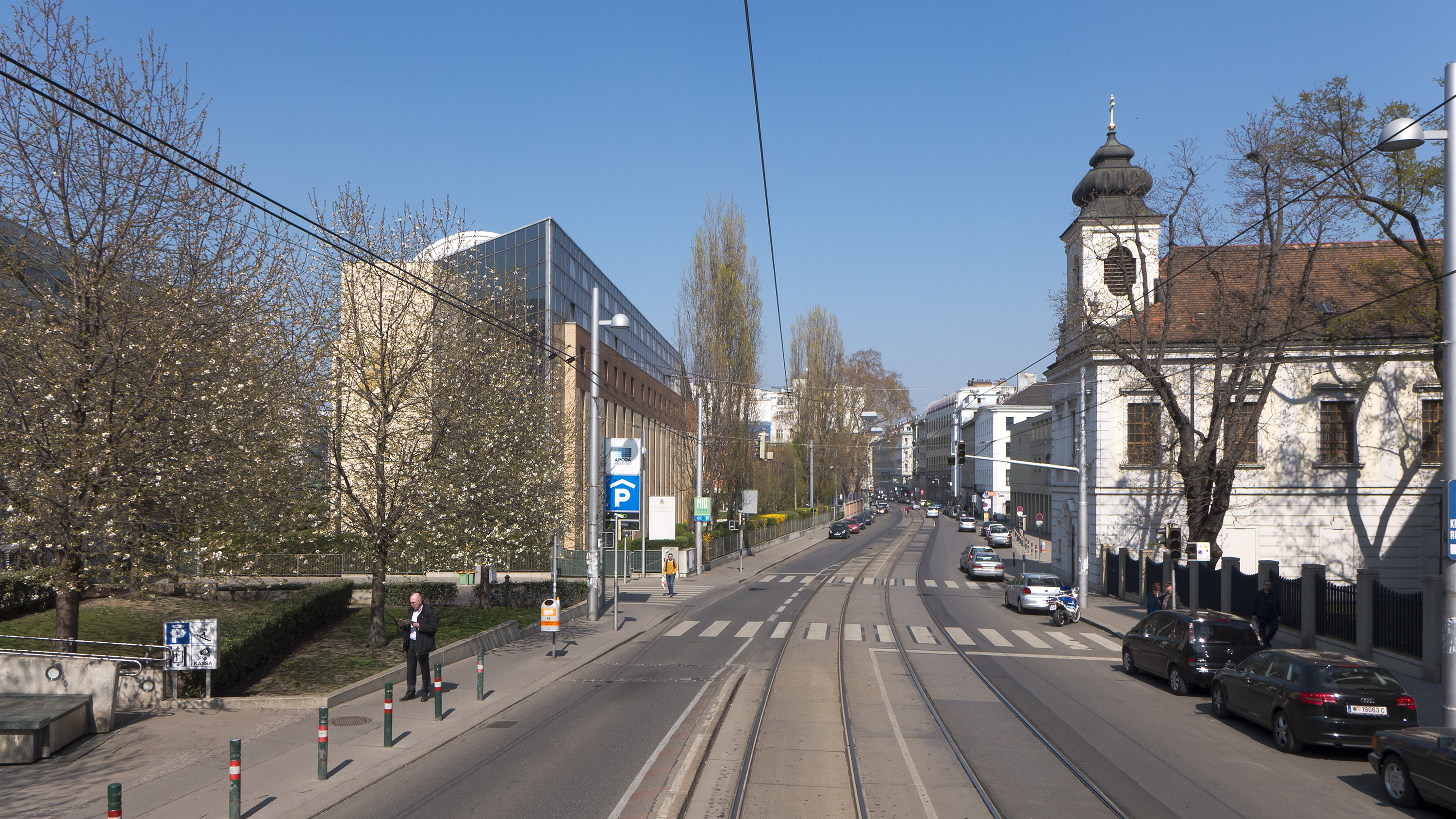
Bei Nr. 71, rechts die St.-Januarius-Kapelle
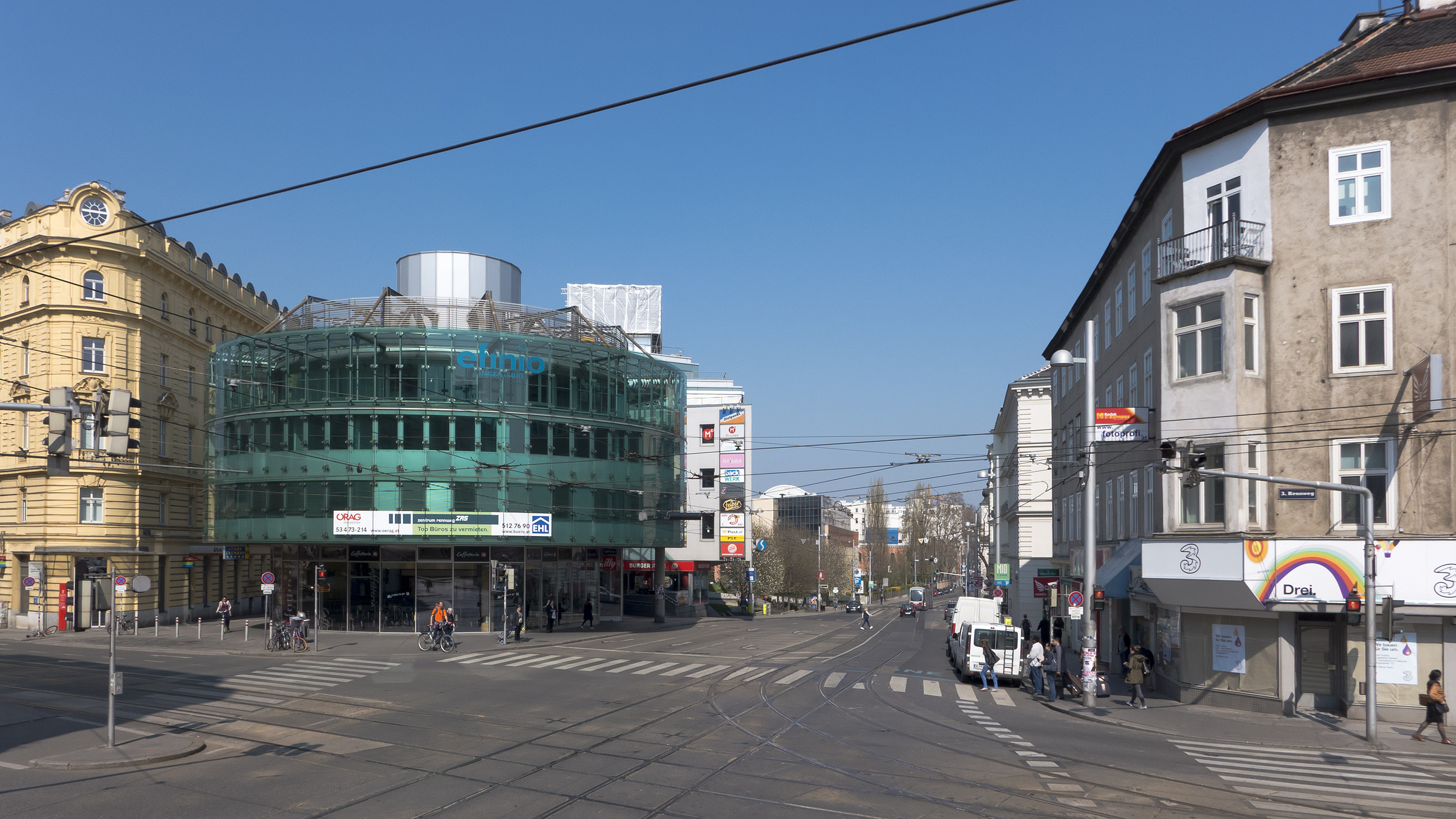
Das Ende der Ungargasse beim Rennweg